# Brother Where You Bound
Brother Where You Bound (englisch für „Bruder, wohin du gehst“) ist das achte Studioalbum der britischen Pop-Rock-Band Supertramp, das im Mai 1985 erschien. Es ist das erste Studioalbum ohne Gründungsmitglied Roger Hodgson, der die Gruppe 1983 verlassen hatte.

## Entstehung und Veröffentlichung
Die Erstveröffentlichung von Brother Where You Bound erfolgte am 14. Mai 1985 bei A&M Records. Das Album erschien in seiner Originalausführung als CD (Katalognummer: 395 014-2) und LP (Katalognummer: 395 014-1) mit sechs Titeln. Im Jahr 2002 erschien eine remasterte CD-Fassung (Katalognummer: 069 493 354-2).
Getextet und komponiert wurden alle Lieder alleine von Supertramp-Frontmann Rick Davies. Die Produktion erfolgte durch alle Supertramp-Mitglieder, unter der Mithilfe von David Kershenbaum.

## Titelliste
1. Cannonball – 7:39
2. Still in Love – 4:37
3. No Inbetween – 4:36
4. Better Days – 6:17
5. Brother Where You Bound – 16:32
6. Ever Open Door – 3:02

## Singleauskopplungen
| Jahr | Titel B-Seite             | Höchstplatzierung, Gesamtwochen, AuszeichnungChartplatzierungen (Jahr, Titel, B-Seite, Platzierungen, Wochen, Auszeichnungen, Anmerkungen) | Höchstplatzierung, Gesamtwochen, AuszeichnungChartplatzierungen (Jahr, Titel, B-Seite, Platzierungen, Wochen, Auszeichnungen, Anmerkungen) | Höchstplatzierung, Gesamtwochen, AuszeichnungChartplatzierungen (Jahr, Titel, B-Seite, Platzierungen, Wochen, Auszeichnungen, Anmerkungen) | Anmerkungen                                              |
| Jahr | Titel B-Seite             | DE | CH | US | Anmerkungen                                              |
| ---- | ------------------------- | --- | --- | --- | -------------------------------------------------------- |
| 1985 | Cannonball Ever Open Door | DE60 (7 Wo.)DE | CH25 (4 Wo.)CH | US28 (12 Wo.)US | Erstveröffentlichung: 1985 B-Seite: Ever Open Door       |
| 1985 | Better Days No Inbetween  | — | — | — | Erstveröffentlichung: 3. Juli 1985 B-Seite: No Inbetween |

## Kommerzieller Erfolg

### Chartplatzierungen
| ChartsChartplatzierungen       | Höchstplatzierung | Wochen/ Monate |
| ------------------------------ | ----------------- | -------------- |
| Deutschland (GfK)              | 4 (23 Wo.)        | 23 Wo.         |
| Österreich (Ö3)                | 13 (3 Mt.)        | 3 Mt.          |
| Schweiz (IFPI)                 | 2 (20 Wo.)        | 20 Wo.         |
| Vereinigte Staaten (Billboard) | 21 (22 Wo.)       | 22 Wo.         |
| Vereinigtes Königreich (OCC)   | 20 (5 Wo.)        | 5 Wo.          |

| ChartsJahrescharts (1985) | Platzierung |
| ------------------------- | ----------- |
| Deutschland (GfK)         | 30          |
| Schweiz (IFPI)            | 15          |

### Auszeichnungen für Musikverkäufe
| Land/Region          | Auszeichnungen für Musikverkäufe (Land/Region, Auszeichnung, Verkäufe) | Verkäufe |
| -------------------- | ---------------------------------------------------------------------- | -------- |
| Deutschland (BVMI)   | Gold                                                                   | 250.000  |
| Frankreich (SNEP)    | 2× Gold                                                                | 200.000  |
| Kanada (MC)          | Platin                                                                 | 100.000  |
| Schweiz (IFPI)       | Gold                                                                   | 25.000   |
| Spanien (Promusicae) | Gold                                                                   | 50.000   |
| Insgesamt            | 5× Gold · 1× Platin ·                                                  | 625.000  |

Hauptartikel: Supertramp/Auszeichnungen für Musikverkäufe